# Strömma naturbrukscentrum

Strömma Naturbrukscentrum är en gymnasieskola med Naturbruksprogrammet som enda program. Skolan ligger i Sätila i Marks kommun och har runt 200 elever varav 150 bor på skolans internat. 
Skolan har profilerna Maskinförare Lantbruk, Djurskötare lantbruk, Hästskötare och Djurvårdare. På samtliga profiler kan man välja att läsa in naturvetenskaplig behörighet.
Skolan som tidigare bar namnet Naturbruksgymnasiet Strömma eller Strömmaskolan köptes 2016 av Hushållningssällskapet Sjuhärad då även namnet ändrades.